# 임종국 (축구인)
임종국(朴哲祐, (1968년 4월 13일~ )은 대한민국의 전 축구 선수 및 현 지도자이다.
한편, 2000년 시즌 도중 신범철을 수원 삼성으로 트레이드시켜 정유석 외엔 마땅한 골키퍼가 없었던 부산 측의 판단 아래 2001년 부산 유니폼을 입었으나 단 한 차례도 뛰지 못한 채 2001년을 끝으로 프로선수 생활을 접었는데 본인(임종국)이 2001년 부산으로 이적할 당시 부산은 2000년 초 대우로부터 팀을 재창단하면서 신범철 등 노장들을 내보내고 젊은 선수들을 키워왔었으며 신범철 이적 후 2002년 김용대 입단 전까지 정유석이 나홀로 골문을 지켰다.